# Clumberspaniël
De clumberspaniël is een hondenras.
De clumber is waarschijnlijk een van de oudste en meest raszuivere spaniëls. Een zoektocht naar de vroege herkomst van de clumberspaniël levert echter niet zo heel veel op. Er zijn wel enige theorieën over zijn ontstaan maar vrijwel niets is echt met zekerheid te zeggen. De naam is afkomstig van het landgoed Clumber Park, waar het ras vanaf het begin werd gefokt.
De clumber is de minst speelse van alle spaniëls, maar dat houdt zeker niet in dat het een lusteloze of luie hond is. De Clumberspaniël is van nature een vrolijke hond maar op een niet zo erg demonstratieve manier. Regelmatig kan hij heel jolig zijn en bij tijd en wijle zelfs de clown uithangen. Hoewel je het op het eerste gezicht misschien niet zou zeggen, is de clumber best een actieveling.

## Kenmerken en eigenschappen
- Land van herkomst: Groot-Brittannië
- Oorspronkelijke taak: jachthond
- Huidige taak: gezelschapshond, jachthond
- Gemiddelde levensverwachting: 12 jaar
- Gemiddelde schofthoogte: ongeveer 45-50 cm
- FCI-classificatie: Groep 8 (Retrievers, Spaniëls en Waterhonden)
- Oren: De oren zijn groot en hebben de vorm van een druivenblad. Ze hangen iets naar voren en zijn goed bedekt met sluik haar.
- Ogen: De ogen zijn donker omberkleurig en liggen licht verzonken. Er is iets van het bindvlies te zien maar zonder overdrijving.
- Hoofd: Het hoofd is vierkant en massief. De lengte is middelmatig, de bovenkant breed met een duidelijke achterhoofdsknobbel. De voorsnuit is zwaar en vierkant. Er is een diepe stop.
- Mond en gebit: De kaken zijn goed ontwikkeld en sterk. Het gebit is regelmatig en scharend. De tanden moeten recht in de kaak staan.
- Hals: De hals is tamelijk lang, dik en krachtig.
- Benen: De schouders liggen schuin en zijn gespierd. De benen zijn kort, recht en sterk met stevige botten. De achterbenen zijn zeer krachtig en goed ontwikkeld met lage hakken. De kniegewrichten zijn goed gehoekt en recht geplaatst.
- Lichaam: Het lichaam is lang en zwaar en laag bij de grond. De borst is diep, de rug breed en lang. De ribben zijn goed gewelfd. De lendenen zijn gespierd en gaan over in diepe flanken. Het ideale gewicht is voor reuen 36,3 kilo en voor teven 29,5 kilo.
- Voeten: De voeten zijn groot en rond en goed bedekt met haar.
- Staart: De staart is laag aangezet, goed bevederd en wordt in het verlengde van de ruglijn gedragen.
- Vacht: De beharing is overvloedig, dicht ingeplant, zijdeachtig en sluik. De borst en benen zijn goed bevederd. De kleur is wit met citroenkleurige of oranje aftekeningen. Lichte aftekening op het hoofd en spikkels op de voorsnuit.
- Gangwerk: Het gangwerk is rollend en past bij een lang lichaam met korte benen.

Amerikaanse cockerspaniël ·
Amerikaanse waterspaniël ·
Barbet ·
Chesapeake Bayretriever ·
Clumberspaniël ·
Curly-coated retriever ·
Duitse wachtelhond ·
Engelse cockerspaniël ·
Engelse springerspaniël ·
Fieldspaniël ·
Flat-coated retriever ·
Golden retriever ·
Ierse waterspaniël ·
Kooikerhondje ·
Labrador-retriever ·
Lagotto romagnolo ·
Nova Scotia duck tolling retriever ·
Perro de agua español ·
Portugese waterhond ·
Sussex-spaniël ·
Welshe springerspaniël ·
Wetterhoun